# PLS: Post, Like, Share
#PLS est la première web-série européenne et francophone conçue pour une diffusion sur le réseau social Snapchat. Issue d'un appel à projets de la RTBF, elle suit les aventures d'une bande de potes qui font leur première rentrée à l'université. Au casting des 40 épisodes, on retrouve des influenceurs belges comme Simon Herck ou Mipe (Un Français en Belgique). En 2018, une deuxième saison de 20 épisodes est tournée et diffusée.

## Synopsis
Nathan (Mipe) s'apprête à rentrer à l'université. Mais avant cette nouvelle étape de sa vie, il part en Espagne avec ses potes. Mais une fois le retour en Belgique, les choses sérieuses commencent, même si l'unif, c'est aussi tout ce qui se passe à côté.

## Distribution
| Acteur                  | Personnage(s) | Saison |
| ----------------------- | ------------- | ------ |
| Mipe                    | Nathan        | 1, 2   |
| Simon Herck             | Anthony       | 1, 2   |
| Manon Delauvaux         | Camille       | 1, 2   |
| Jean-Mathias Pondant    | Sacha         | 1, 2   |
| Sedo Tossou             | John          | 1      |
| Khadija Soussi Mouhssin | Yasmine       | 1      |
| Estelle Knapen          | Julie         | 1      |
| Estelle Lecoq           | Sarah         | 1      |
| Olivia Murrieri         | Axelle        | 2      |
| Gilles Van Bunnen       | Jeroen        | 2      |

## Production
#PLS est née à la suite d'un appel à projets pour une fiction Snapchat lancé par la cellule Webcréation & Transmédia de la RTBF et à la suite duquel le meilleur dossier était sélectionné et se voyait attribuer une enveloppe de 80 000 euros pour partir en production. Il s'agit de la première fiction européenne produite exclusivement pour une diffusion dans cette application. Toutefois, la RTBF n'a aucun partenariat spécifique avec Snapchat et se sert uniquement de l'application comme plateforme de diffusion.

### Saison 1 (2017)
La première saison, composée de quarante stories, est diffusée uniquement sur un compte Snapchat dédié (@storyPLS). Conformément au fonctionnement de l'application de messagerie, les stories sont visibles pendant seulement 24h avant d'être effacées. La RTBF n'exclut pas de remettre les images en ligne dans un second temps.

### Saison 2 (2018)
Le 27 mars 2018, la RTBF annonce qu'elle a commandé une deuxième saison de 20 épisodes. L'intrigue de cette saison 2 se déroule dans une station non identifiée de la côte belge, où les personnages se rendent pour des jobs étudiants dans un bar sur la plage. Les nouveaux épisodes sont tournés pendant le mois de juin 2018 à Knokke avec les acteurs principaux de la saison 1 (Simon Herck, Mipe, Manon Delauvaux et Jean-Mathias Pondant), rejoints par deux nouveaux acteurs : Olivia Murrieri dans le rôle de Axelle, et Gilles Van Bunnen dans le rôle de Jeroen, le patron du bar. Dans la vague du mouvement #metoo, cette saison 2 aborde notamment le harcèlement des femmes à travers le comportement inapproprié de Jeroen. Elle est diffusée du 2 au 24 juillet 2018, sur Snapchat.